# تشيتان باتل
تشيتان باتل (12 أبريل 1972 في المملكة المتحدة - ) (بالإنجليزية: Chetan Patel)‏ هو لاعب كريكت بريطاني. لعب مع نادي مقاطعة هامبشاير للكريكت ‏ وMiddlesex Cricket Board ‏ ونادي الكريكت في جامعة أكسفورد ‏.

## وصلات خارجية
- تشيتان باتل على موقع إي آس بي آن كريك إنفو (الإنجليزية)